# Лыжин, Павел Константинович
Па́вел Константи́нович Лы́жин (род. 24 марта 1981 года, Каменец, Брестская область, Белорусская ССР, СССР) — белорусский спортсмен, толкатель ядра. Мастер спорта Республики Беларусь международного класса.

## Биография
Павел начал увлекаться лёгкой атлетикой в возрасте десяти лет и первоначально занимался метанием диска под руководством тренера Александра Кондратюка. Через некоторое время спортсмен переехал в Бобруйск и стал тренироваться в городском училище олимпийского резерва у заслуженного тренера БССР Эдиты Эдуардовны Гурской.
В 1996 году Лыжин стал чемпионом республики Беларусь по метанию диска, но вскоре после этого Гурская предложила ему попробовать свои силы в толкании ядра. И уже в 1997 году спортсмен стал чемпионом национального первенства по этой дисциплине.
В течение трёх последующих лет Павел Лыжин совмещал выступления в обоих видах лёгкой атлетики. Но после выступления на чемпионате Европы 2000 года, когда он показал седьмой результат в метании диска и четвёртый — в толкании ядра (оставшись за чертой призёров только потому, что выполнил большее число попыток, чем спортсмен, занявший третье место), было решено продолжать тренировки и выступления в последнем из видов.
С 2003 года спортсмен входит в состав сборной Белоруссии.
В 2007 году он окончил Могилевский государственный педагогический университет по специальности «преподаватель физической культуры и спорта», в настоящее время выступает за БФСО «Динамо».
В 2009 году был признан лучшим легкоатлетом Белоруссии.
В 2016 году перепроверка допинг-пробы Лыжина, взятой на Олимпийских играх в Пекине, показала наличие запрещённых веществ — в итоге спортсмена дисквалифицировали, и все его результаты в 2008—2010 годах были аннулированы, в том числе и результат пекинской Олимпиады.

## Достижения
- чемпион Европы среди молодёжи (2003)
- победитель Кубка Европы в первой лиге (2006)
- серебряный призёр чемпионата Европы в помещении (2007)
- серебряный призёр Кубка Европы по метаниям (2007)
- серебряный призёр Всемирной Универсиады (2003)
- участник Олимпийских игр 2004, 2008 и 2012 годов, чемпионатов мира 2003, 2005 и 2009 годов